# هارجو (اکلاهما)
هارجو (به انگلیسی: Harjo) یک منطقهٔ مسکونی در ایالات متحده آمریکا است که در شهرستان پوتاواتامی، اکلاهما واقع شده‌است.